# ميرتيه فان دير سخوت
ميرتيه فان دير سخوت (من مواليد 16 أبريل 2004) هو لاعبة ألعاب قوى هولندية في سباقات السرعة في سباق 400 متر و سباق 4 × 400 متر تتابع والقفز الطويل. هي بطلة العالم داخل الصالات 2024 في سباق تتابع 4 × 400 متر للسيدات مع الفريق الهولندي.
كانت من ضمن الفريق الهولندي المشارك في دورة الألعاب الأولمبية الصيفية 2024 في باريس في حدث سباق 4 × 400 متر تتابع للسيدات والذي حقق الميدالية الفضية في نهائي تتابع 4 × 400 متر للسيدات حيث ساعدت ميرتيه فان دير سخوت وإيفلينا سالبيرخ الفريق في تجاوز التصفيات الأولية ضمن المجموعة الثانية من سباق التتابع 4 × 400 متر للسيدات على استاد فرنسا وانهى الفريق السباق في 3.25.03 ما ضمن المرور المباشر إلى النهائي.